# Eydelstedt
Eydelstedt is een gemeente in de Duitse deelstaat Nedersaksen. De gemeente maakt deel uit van de Samtgemeinde Barnstorf in het Landkreis Diepholz. Eydelstedt telt 1.819 inwoners.